# El Eternauta
El Eternauta és una sèrie de còmics de ciència-ficció argentí, creat pel guionista Héctor Germán Oesterheld i el dibuixant Francisco Solano López. Va ser publicat inicialment en la revista Suplemento semanal Hora Cero de 1957 a 1959. Va tenir gran quantitat de seqüeles i reedicions, i tant la història original com la major part d'aquestes seqüeles van ser objecte de freqüent anàlisi i controvèrsia.
El 1969 Oesterheld va crear una nova versió de la història al costat d'Alberto Breccia i després la seqüela El Eternauta II amb Solano López, ambdues d'un to polític més agressiu que la història original. Oesterheld va ser un dels  "desapareguts" pel Procés de Reorganització Nacional després d'aquesta última.
Després de la seva mort altres autors crearien les seqüeles "El Eternauta: Tercera parte " i "El Eternauta: Odio cósmico", mentre que Solano López crearia, conjuntament amb Pablo Maiztegui, "El Eternauta: El mundo arrepentido", "El Eternauta: El regreso " i "El Eternauta, el regreso: La búsqueda de Elena".
Al maig de 2008 la realitzadora Lucrecia Martel va confirmar que dirigiria una adaptació cinematogràfica.